# Юрканс, Янис
Янис Юрканс (латыш. Jānis Jurkāns; род. 31 августа 1946, Элерне, Даугавпилсский район, Латвийская ССР) — латвийский политик. Бывший министр иностранных дел Латвии (1990—1992). Депутат 5-го, 6-го, 7-го и 8-го Сеймов.

## Биография
Поляк по происхождению (настоящая фамилия — Захаревич). В 1974 году окончил Латвийский государственный университет, где получил филологическое образование. Работал преподавателем.
В 1989 году стал сопредседателем комитета внешних связей Народного фронта Латвии. В июле 1990 года вместе с премьер-министром, председателем Совета Министров Латвии Иварсом Годманисом посетил США, где встречался с американским президентом Джорджем Бушем.
С мая 1990 по октябрь 1992 года был министром иностранных дел Латвии. Отставка Юрканса была связана с тем, что он выступал против законопроекта «О гражданстве» и считал необоснованными территориальные претензии Латвии относительно Пыталовского района Псковской области России. В марте 1994 года стал одним из основателей Партии народного согласия.
Был депутатом 5-го (1993 год), 6-го (1996 год), 7-го (1999 год) и 8-го (2002 год) Сеймов. В 2002 году перед парламентскими выборами посетил Москву и встретился с российским президентом Владимиром Путиным, получив от него политическую поддержку. За день до выборов Юрканс говорил: «…Латвия воспринимается в мире — хоть в Страсбуре, хоть в Москве — как вымирающая коррумпированная страна с жизненными стандартами из седьмого десятка, где треть населения лишена политических прав, а по улицам маршируют бывшие эсэсовцы».
На выборах в 7-й и 8-й Сеймы возглавлял предвыборный список объединения «ЗаПЧЕЛ — За права человека в единой Латвии». В Сейме был председателем фракции «За права человека в единой Латвии». Работал в парламентской комиссии по зарубежным делам — в группах сотрудничества с Норвегией, Ирландией, Польшей, был председателем группы сотрудничества с Россией. От участия в выборах в 9-й Сейм отказался. В июле 2005 года вышел из Партии народного согласия.
Критически относится к властям современной Латвии. В одном из интервью Юрканс отметил: «Латвия расколота, мы живём в государстве с русскоязычной и латышской общинами. И именно поэтому мы самое бедное государство ЕС. Согласия в обществе нет, потому что правые партии создали такую ситуацию. На этом они получают политические и экономические дивиденды, продолжают обворовывать государство, а на деньги, которые они украли у нас же, они продолжают коррумпировать политику. Возьмем, к примеру, „оранжевых“ — Народную партию. Я жил когда-то при коммунистической власти. Но такого коммунисты не делали, что делают сейчас „народники“ — заставляют художников, артистов, врачей так нагло, так безвкусно себя рекламировать… В 90-х годах они [правые партии] начали обворовывать страну. А чтобы оправдать себя и отвлечь внимание, придумали врага — нелатышей».
Позднее являлся главой Балтийской ассоциации транспорта и логистики, объединившей 11 компаний транзитного бизнеса.
В 2011 году, будучи помощником депутата Европарламента, выдвинут в Сейм от Партии реформ Шлесерса ЛПП/ЛЦ.
8 января 2015 года, выступая в телепрограмме «Без обид», заявил, что относится к людям, поддерживающим лозунг «Крым наш», так как крымчане хотели присоединиться к России.
В 1967 или 1968 военным трибуналом был осуждён на 7 лет лишения свободы. В 1968 году взамен тюрьмы был отправлен в Чехословакию, Прагу подавлять «Пражскую весну), интервью от 3 июня 2023 года Latvijas Radio 1, Laikmeta krustpunktā, 42-44 мин.

## Семья
Янис Юрканс был женат несколько раз. Первый брак с Майей Юркане, преподавательницей английского языка в Латвийском университете, был заключён в 1973 году. Сын Янис стал юристом.
Второй брак длился 12 лет, супругу звали Иева, от этого брака родился сын Давид.
С третьей женой Илзе Петерсоне, гражданкой США и банкиром по профессии, по его словам, познакомился на конференции в США в 1990 году, где был в составе делегации правительства Иварса Годманиса. Женился в 1992 году. Илзе Юркане являлась главой «Baltijas karšu centrs», членом правления Латвийского сбербанка. Через 25 лет супруги развелись, детей у них не было.
Затем Юрканса связывали отношения с Линдой Апсе, на имя которой он переоформил свою усадьбу «Бризес» на Видземском взморье.
Последняя симпатия политика — врач-радиолог Айя Медне.

### Интервью
- Интервью «Бизнес&Балтия», № 163 (1041), 25 августа 1998
- Интервью «Эхо Москвы», 16 февраля 2001